# Општи имовински законик за Црну Гору
Општи имовински законик за Црну Гору, представља један од најзначајнијих правних зборника који је регулисао имовинско право (стварно и облигационо). На захтев књаза  Николе Петровића 1873. године и уз одобрење Русије, Валтазар Богишић је кренуо са радом на њему. Структуру Општег имовинског законика чине шест делова. Сваки део има наслов који директно упућује на оно о чему се у том делу говори, делови су подељени на разделе а раздели на чланове.
Законик је завршен и представљен на празник Благовести 1888. године.
Због оригиналности својих решења која представљају синтезу обичајног права и модерних тековина правне науке, Општи имовински законик за Црну Гору извршио је велики утицај на теорију, праксу и законодавство у земљи и иностранству.
,,Животни рационализам и без изграђених доктрина и теорија сам ствара начела и у изражавању реалних животних потреба се огледа еволуција правне свијести.” У овим карактеристикама, у критичком односу првих црногорских закона према њиховим правним изворима, требало би и тражити везу и несумњиви континуитет између законодавне делатности прве половине XIX века са модерном кодификацијом грађанског права из које је произашао Општи имовински законик за Књажевину Црну Гору, који је с обзиром на метод кодификовања и систематизацију права ушао у историју законодавства као дело у којем је на особен начин решен низ начелних питања правне доктрине и законодавне праксе.

## Теоријска позадина
Насупрот основном становишту Савињијеве историјске школе, Богишић је стао на чврсте позиције о потреби кодификације и неопходности израде јединственог грађанског законика за сваку земљу. Пред Богишићем се у вези са израдом црногорског имовинског законика поставља и основна дилема да ли да пође једноставним путем подражавања ауторитативних дела законодавне праксе XIX века, или да у интересе правне аутентичности једне земље и својих теоријских уверења приступи својеврсном разрешавању низа отворених суштинских питања, како са становишта законодвано-судске праксе, тако и потреба црногорске државе.
Богишићева научна и кодификаторска начела морала су бити тесно везана за непосредну стварност словенских и југословенских земаља. У теорији универзалности, Богишић је сагледавао опасност опште унификације, а тиме и бојазан од поновног преовладавања управо оног страног, неапликативног, пре свега европског пандкетног права, што је већ у полазном опредељењу зa њега било неприхватљиво из простог разлога што је сматрао да оно гуши самостални развитак и правни идентитет словенских народа. Он је тиме наглашавао своје чврсто становиште да не постоје такве опште институције које би могле одговарати свим друштвима и срединама у њиховом нормалном правном саобраћају и опхођењу. Богишић је полазио од уверења да снага закона нити сме нити може потицати из cнаге и голе моћи законодавца, већ дa она мора извирати управо из снаге народног живота и датих услова сваког времена. Истинитост својих поставки доказивао је и на примерима Српског грађанског законика из 1844. године и аустријског грађанског законика за југословенске земље, у којима и читави институти нису могли бити прихваћени у народу.

## Настанак Општег имовинског законика
Развитак привредних односа и отварање према спољњем свету створили су нове односе и потребе на које Данилов законик и обичајно право више нису могли да одговоре. Због тога је књаз Никола Петровић одлучио да се донесе законик који би регулисао нове односе и потребе, а истовремено био разумљив и близак људима којима је намењен и у складу са њиховим осећањем правде и правичности. Књаз је сматрао да је права особа за израду тог законика Валтазар Богишић, професор историје словенских права на универзитету у Одеси (у Руском царству). 
Руска влада је одобрила молбу књаза Николе да Богишић буде писац будућег законика  и он је дошао на Цетиње у пролеће 1873. године. Одмах је приступио темељном проучавању обичаја и правних односа путем анкета, присуствовањем на седницама Сената и судова, обилажење Црне Горе итд. Најпре је саставио један огроман упитник за утврђивање и описивање обичаја у Црној Гори, али и у Херцеговини и у северној Албанији, где су, такође владала обичајна правила карактеристична са племенско друштво. Упитник је имао двадесет и једно поглавље: државно право, ужа породица, поступак изван суда, међународно право на опаске о Даниловом законику, и др.
Богишић је на законику радио шеснаест година, уз одређене прекиде.
Општи имовински законик за Књажество Црно Гору донет је на црквени празник Благовести 25. марта 1888. године.

## Уплив обичајног права
Основно полазиште Валтазара Богишића у изради Општег имовниског законика за Књажевину Црну Гору састоји се у одлуци да на темељу јасно утврђених научно-истраживачких и тоеријско-методолошких поступака изведе законодавно-правно уобличавање друштвене конкретности једне земље у којој је иначе налазио богат и разгранат систем обичајног права.
Када је 1872. године прихватио позив да ради на Законику, он је већ од почетка био начисто са тиме да његова кодификаторска радња не сме бити ,,просто копирање" претходника, иначе ауторитативних улога европске и светске легислације, али ни неодмерена тенденција за празном оригиналношћу, вeh да то треба да буде такво дело које мора бити сачињено по свим захтевима савремене науке, с тим да у свему одговара стварним условима и приликама земле, њеном савременом бићу и аутентичности неног историјско-правног развитка. У суштини је то значило осeћање неопходности да се у методу једне кодификације првенствено пође од преузимања домаћих друштвених институција и начина правног саобраћаја, дакле првенствено од установа "народног" права израженог у обичајном праву и судској пракси Црне Горе. Тим начином била је извршена у извесном смислу општа валоризација историјско-правног наслеђа Црне Горе на подручју једног сектора друштвеног развитка, а правној "самородици", систематизованој и преузетој у оној мери колико је могла бити инкорпорирана у законику, дате савремене научне законодавно-правне дефиниције. Сам избор народних института и установа обичајног права, које је Богишић одлучио да унесе у Општи имовински законик, није био нимало једноставан ни лак посао и његово решење представља изузетно значајно питање и са становишта правне теорије и законодавне праксе.
Из тога је поникла и његова позната класификација обичајних институција на оне које су застариле, које је и сам народ у неминовном осећању практичности већ у суштини напустио, или их одржава тек из просте навике, те таквима и не може бити места у једном пречишћеном законику, и на друге, оне обичајно-правне установе и институте који као неопходни облици регулисања друштвених односа чврсто живе у народу и зато морају представљати незаобилазан предмет и садржај грађанског законика. У својој класификацији обичајног права Богишић је, истовремено, имао у виду и однос тзв. локалних, регионалних, и општих обичаја и са тог становишта такође ценио могућност и оправданост њиховог озакоњења.
У Општем имовинском законику спроведен је читав низ институција и њиховог уздизања на степен потпуне системске обраде обичајних законских норми, почев од неких основних питања субјекта и носилаца грађанског права (на пример, појма самог имаоника, дефиниције тзв. кућне заједнице -"куhе" и др.), па до многих институција стварних права и уговора (на пример, права прече куповине, застаре, наполице, спреге, супона и сл.).

## Метод којим се водио Валтазар Богишић при изради ОИЗ-а
Полазeћи од изворних принципа историјско-правног схватанња улоге и значаја обичајног права, Богишић jе далеко превазишао њене уске традиционалистичке границе и прешао на пут социолошко-еволутивног поимања правних института и категорија. Посматрајуһи право, па и обичајно право, кроз призму историјског развитка и његове непосредне условљености самим животом и потребама људских заједница, он је неминовно морао доћи и до питања односа према савремености.
Научна озбиљност Богишића у приступу овом питању није се исцрпљивала нити застајала само на овако схваћеним начелима социолошког материјализма. У погледу преузетих института преостајао jе jош ништа мање студиознији посао теоријско-правног уобличавања и класификације предмета и њиховог непосредног одређења кроз законске норме и дефиниције.
Посебно питање у разматрању Богишиһевих решења и карактера самог Општег имовинског законика са овог становишта чини сама друштвено-социјална опредељеност кодификатора и законодавца, а тиме и сама друштвена оправданост усвојених решења.
Право је резултат историје, традиције и народног живота, намењено народу и његовим унутрашњим односима. Исту концепцију о праву и његовом постанку имао је и Валтазар Богишић: његов рад на прикупљању и изучавању народних правних обичаја пада у исто време када је еволуционистичка правна школа била у јеку.
По мишљењу Живојина Перића, Валтазар Богишић је у теорији био једно а у пракси, раду био је често нешто потпуно друго. Интуитивно је погодио метод и прави пут код стварања законика, а то је: сарадња између народне правне свести (која се развија) и индивидуалност (законодавца и реформатора), интуитивно је правилно схватио психичко-физички карактер правних односа као и свих других појава.
Суштина, дакле, Богишићевог метода није била само у простом преузимању народних установа и институција, него и у степену њихових нормативно-правних и садржајних измена и прилагођавању новим друштвеним условима. Управо из тих разлога сваки облик стваралачке мисли, питање генезе Општег имовинског законика и његовог односа према изворима представља једно од суштинских, али до сада недовољно обрађених питања историје кодификације црногорског грађанског права.

## Структура и садржина Општег имовинског законика
У посебна питања теорије кодификације која су добила својеврсна разрешења кроз Општи имовински законик за Црну Гору спада тзв. питање вањских граница, које се у суштини односи на питање самога појма грађанског права и његове систематизације. Ово крупно питање постављено је било већ почетком XIХ вијека и са посебним обзирима расправљано у европској правној науци. Оно је у различитим теоријама и доктринама добијало и различита дефинисања, али у самој легислативној пракси није до појаве Богишиhа имало никаквог битнијег утицаја.
Независно од новијих резултата и схватања правних наука, законодавна пракса се придржавала класичног појма и систематизације грађанског права и у законе уносила све његове стандардне области. Општим имовинским закоником, први пут у историји модерне кодификације, биле су из појма грађанског права, не рачунајући неке екстерне одредбе, искључене области брака, старатељства, деобе и наслеђивања, а садржај грађанског законика сведен на општи дио, одредбе о лицима, стварна права и уговоре. Колико су оваква рeшења ишла у корист самој законодавној пракси и судским потребама Црне Горе једно је питање, а сасвим друго Богшићев однос према правној доктрини и његово резоновање о датој историјско-правној карактеристици тадашњег црногорског друштва.
Богишићева дефиниција грађанског права и његово ограничење на појам имовинског права, како га је одредио и називом и садржајем свога Законика, били су резултат свестраног и дубоког изучавања историје законодавства и правних наука, којима је посветио једнаку пажњу у властитим освртима на свој кодификаторски рад, нарочито у својој расправи Метод и систем кодификације имовинског права у Црној Гори.
Структуру Општег имовинског законика чине шест делова. Сваки део има наслов који директно упућује на оно о чему се у том делу говори, делови су подељени на разделе, а раздели на чланове.

### Први део (Уводна правила и наређења)
У првом делу била су изложена врло кратка, ,Уводна правила и наређења”. То су биле одредбе о важењу закона, о правним субјектима, о својини и њеној заштити, о државини. Циљ уводних правила био је да уведу читаоца у Законик и да га упознају са садржином и неким основним правилима.
Прописано је било да се у случају када не постоји законско правило ,,треба владити по правилима која у добрим обичајима живе”. Тиме је обичајно право изричито проглашено помоћним (супсидијарним) извором права.
Поступно се излажу одредбе према начелу „од познатог (чешћег) ка мање познатом (ређем), од конкретног ка апстрактном“.

### Други део (Права стварна)
У другом делу, који је назван ,,Права стварна”, у нешто мање од двесто чланова, говори о стварном праву.
У стварном праву је видљив развојни лук од колективне према индивидуалној, приватној својини. Својину су, осим појединаца, имали и племе и братство као колективни, што сведочи о једном друштву које је вековима почивало на начелима колективизма и солидаризма. У члану 93 ОИЗ-а опширно говори о обиму права својине: да власник ствари има право да ствар држи, да се њоме служи и да је ужива, да од ње узима све плодове, да њоме располаже, и да брани да је неко против његове воље држи и употребљава и да са њом све ради по својој вољи док не би својим поступцима вређао туђа права.

### Трећи део (О различитим врстама уговора)
У облигационом праву, у трећем делу ,,О различитим врстама уговора”, били су прописани класични уговори о купопродаји, промени, посудби, најму итд. Други уговори су били распоређени или по међусобној сродности или по томе колико су познати у народу.
Међутим, осим класичних, у ОИЗ-у су предвиђени и уговори карактеристични за аграрне односе у тадашњој  Црној Гори: „о радњи на узајмицу“, „радњи без узајмице“, супони и спреги.
- ,,Радња на узајмицу” је предвиђала да се позове у бесплатну помоћ један или више радника за обављање неког посла, уз обавезу да се та помоћ узврати.
- ,,Радња без узајмице” (моба) била је прописана као добровољна помоћ код обављања пољопривредних радова, коју прималац помоћи није дужан ни платити нити узвратити по слову закона. Није, дакле, постојала правна већ морална, људска обавеза да се помоћ узврати.
- Супона је била уговорни однос између више кућа да поставе заједничког пастира за своју стоку.
- Спрега је била усмени договор између више задруга или појединаца да ће се узајамно помагати у земљорадничким радовима током године.

### Четврти део (Уговори уопће и други извори дугова)
У четвртом делу, под именом ,,Уговори уопће и други извори дугова”, било је прописано о уговорима уопште и о другим изворима облигација. Најпре су била правила о настанку уговора, његовом извршењу, последицама неизвршења и о посебним одредбама о у уговорима (о капари, одустаници итд.).

### Пети део (Имаоници)
Пети део је прописивао субјекте права или ,,имаонике”, како их је називао Богишић. На почетку тог дела прописан је главни субјекат – човек са његовим правом својине и располагња имовином.

### Шести део (Објашњења, одређења и допуне)
Шести део био је насловљен ,,Објашњења, одређења и допуне” и имао је 264 члана (чл. 767 – 1031), распоређених у укупно осам раздела. Шести део је био поучног (дидактичког) карактера јер је, због недостатка правних школа и образованих правника, аутор хтео да онима који ће примењивати Законик објасни његове појмове и установе.
Садржај првих пет раздела шестог дела одговарао је садржају првих пет делова ОИЗ-а.
После тих пет раздела који су објашњавали и допуњавали првих пет делова законика, долазила су још три раздела.
Шести раздео је прописао доказе у имовинским пословима, посвећујући највећу пажњу исправама.
Седми раздео је прописао мерење и рачунање времена у имовинским пословима,такође је важан за однос римског права и Богишићевог законика - ,,Дневи се броје од поноћи до поноћи. Тако нпр. понедјељак траје још и пошто е смркне и ноћ настане, траје управо до поноћи; тек онај тренутак када поноћ превали, понедјељнику је крај, а почиње уторник”.
Осми раздео испуњен је правним изрекама, ,,које, и ако не могу закона ни преиначити ни замијенити, могу му, ипак, објаснити разум и смисао”. Циљ је био да се онима који примењују као и онима на које се примењује приближи Законик путем правних изрека као неке врсте општих упута за примену Законика. Већина тих правних изрека били су преводи сентенци римских правника, али на тако маестралан начин и таквим речником да су постале део народног израза. Има укупно четрдесет и пет правних изрека.
Неке од њих гласе:
1. Закон је закон, ма како опор био.
2. Ко само ријечи законксе знаде, тај још закона не зна, док му не схвати разум и смисао.
3. Твоје свето, а и моје свето; чувај своје, у моје не дирај.
4. Што се грбо роди, вријеме не исправи – шта је с почетка незаконито, то временом самим законито не постаје.
5. И што није забрањено, може да не буде поштено.
6. Што два углаве трећега не веже.

## Језик и терминологија ОИЗ-а
Питање језика и правне терминологије, било је од особитог значаја и за кодификатора и за законодавца, за судије и правосудне органе, као и за средину у којој је Законик требало да се примењује, али које такође има значаја и за историјско-правну науку.
Начело да Законик треба писати тако да буде концизан и научно прецизан, а истовремено свакоме схватљив и јасан, захтевало је не само изванредан напор у избору најприкладнијих израза и термина, него и читав поступак критичког преиспитивања затеченог обичајно-правног језичког фонда.
Богишић се држао, како каже, што је више могуће наречја, херцеговачког – црногорског, уз поштовање начела општег српског књижевног језика, које је поставио Вук Караџић.
Уколико се радило о питању односа домаћих и страних израза за извесне општеприхваһене правне установе, ствар у начелу није била тешка. С обзиром на општу концепцију Законика и његову намену, одлука је морала ићи у прилог народном jезику, чак и у оним случајевима код којих су већ традиционално били устаљени страни изрази и термини (на пример, давија, ортак, облигација, сентенција, парта и др.).
Сасвим тежи и компликованији проблем јављао се у избору и утврђивању правног значења домаћих израза и термина, при чему се пре свега постављало питање односа и значења многих појмова у обичном говорном и књижевном језику. У том смислу јављале су се посебне тешкоће у избору синонима (на пример, својина-влаштина-имовина и сл.), затим читаве групе израза и термина којима су у разним регионима, па чак и у једном истом подручју, истовремено називани сасвим различити правни односи и установе (на пример, благо-у значењу имовине, али и само стоке и само новца) као и неке такве изразе који услед корелативног односа идентификују потпуно различите положаје лица у правном односу (на пример, дужник у значењу повериоца, кредитора, али истовремено и у значењу стварнога дужника, дебитора и сл.)
Један број стручних термина створио је сам Богишић, узимајући речи из живог народног говора, односно држећи се духа народног говора. Те речи су, примера ради: власник, доцња, дуговински однос, имаоник итд. Многи од тих речи су обогатиле спрску правну терминологију и постале део српског језичког блага. Када је било непходно Богишић је преузимао стране речи које су биле познате народу. Сматрао је да је боље користити страну реч већ одомаћену у народу (као речи капара, ризик итд.) него на силу стварати нову реч.

## Издања Законика
Општи имовински законик је, до 1998. године, објављиван шест пута.
Објављена су три издања, од којих су прва два дело Богишића, у књажевини, а затим у краљевини Црној Гори.
Треће издање је било проглашено пет година после Богишићеве смрти, 1913. године и штампано је на Цетињу.
Законик је поново издат 1928. године у Београду у издању Геце Кона, а пети пут је одштампан у књизи ’’Зборник грађанских законика старе Југославије’’.
Шесто издање је фототипско здање Законика са оригинала из 1888. године.

## Значај
Општи имовински законик и не може данас бити ни проучаван ни цењен само са становишта његове законоданво-регулативне намене и улоге, која иначе заслужује пуну пажњу науке. Општи имовински законик и по генези његових основних начела и по поимању и разради бројних установа црногорског народа у jедном његовом историјском раздобљу спада у ред изузетних дела општег културног стваралаштва, управо у ред оних дела кроз која је остварена мисаона трансформација друштвене прошлости, дате стварности jеднога времена и циљева даљег развитка.
Настао на темељу црногорског историјског културног наслеђа, Ошти имовински законик је и сам постао дело трајне културне вредности, које ће као такво увијек бити и изучавано и радо читано.